# Caleta Carena
La caleta Carena (51°30′S 58°58′O / -51.500, -58.967)  es una entrada de mar que se encuentra en el noroeste de la isla Soledad del archipiélago de las Malvinas. Administrativamente pertenece al departamento Islas del Atlántico Sur de la provincia de Tierra del Fuego, Antártida e Islas del Atlántico Sur.
Esta caleta se ubica en la desembocadura del río San Carlos, en cercanías del puerto San Carlos y al oeste del cerro Montevideo.